# Supercopa iraquiana de futbol
La Supercopa iraquiana de futbol (Copa Al-Muthabara) fou una competició futbolística de l'Iraq que enfrontava el campió de lliga contra el campió de copa.

## Historial
Font:
| Copa de Perseverança d'Iraq | Copa de Perseverança d'Iraq | Copa de Perseverança d'Iraq | Copa de Perseverança d'Iraq |
| Any                         | Campió                      | Resultat                    | Finalista                   |
| --------------------------- | --------------------------- | --------------------------- | --------------------------- |
| 1986                        | Al-Rasheed                  | 2-1                         | Al-Talaba                   |
| 1987-1996                   | No es disputà               | No es disputà               | No es disputà               |
| 1997                        | Al-Quwa Al-Jawiya           | 3-1                         | Al-Zawraa                   |
| 1998                        | Al-Zawraa                   | 1-0                         | Al-Shorta                   |
| 1999                        | Al-Zawraa                   | 2-2 (pr.) (5-4 pen)         | Al-Talaba                   |
| 2000                        | Al-Zawraa                   | 1-0                         | Al-Quwa Al-Jawiya           |
| 2001                        | Al-Quwa Al-Jawiya           | 1-0                         | Al-Zawraa                   |
| 2002                        | Al-Talaba                   | 2-1 (gol d'or)              | Al-Quwa Al-Jawiya           |
| Supercopa d'Iraq            |                             |                             |                             |
| Any                         | Campió                      | Resultat                    | Finalista                   |
| 2017                        | Al-Zawraa                   | 1-1 (3-0 pen)               | Al-Quwa Al-Jawiya           |
| 2018                        | No es disputà               | No es disputà               | No es disputà               |
| 2019                        | Al-Shorta                   | 1-1 (4-3 pen)               | Al-Zawraa                   |
| 2020                        | No es disputà               | No es disputà               | No es disputà               |